# Gabriel Ricard de Séalt
Gabriel Joseph Xavier Ricard de Séalt quelquefois appelé plus simplement Gabriel Joseph Xavier Ricard ou Gabriel Ricard, né le 29 mars 1752 à Peyrolles-en-Provence, mort le 1er février 1802 (12 pluviose an X) à Grenoble, est un avocat, élu député du tiers aux États généraux de 1789 dans la sénéchaussée de Toulon, devenu de ce fait député de l'Assemblée constituante de 1789, et ultérieurement préfet de l'Isère. 

## Biographie

### Ses origines
Fils de Joseph Ricard de Séalt, avocat, et de Marie-Madeleine d'Anselme, sa famille est implantée à Peyrolles et Saint-Maximin-la-Sainte-Baume et fait partie de la bourgeoisie. Il est avocat au parlement d'Aix. Le 14 septembre 1773, il se marie avec une certaine Anne Catherine Bayon. Il habite Saint-Maximin-la-Sainte-Baume, où il devient subdélégué de l'intendant, et receveur de la viguerie. Son épouse, Anne Catherine Bayon , née en 1753 est la fille d'un officier, Antoine Bayon, et d'une femme de la bourgeoisie de Sait-Maximin, Ursule Concordan. Par une tante, Anne Chapard, veuve sans enfant de André de Flour de Meaulx, seigneur de Séail et du Rouet, elle hérite de ces deux seigneuries et domaines situés sur la commune de Callas. Elle en hérite en plusieurs temps, une première partie dans les années 1770 qu'elle apporte dans sa dot, puis de la totalité en 1790. Gabriel Ricard peut donc se qualifier de seigneur de Séalt (alias Séail) et du Rouet. Il en prête hommage en 1777. Pour autant, il est considéré en 1789 comme faisant partie du tiers état, et sa signature n'a toujours comporté que la simple mention Ricard,.

### La révolution et son élection aux États généraux de 1789
Comme nombre de ses collègues, il s’engage dans la rédaction des cahiers de doléances, et est élu député du tiers état, le 6 avril 1789, dans la sénéchaussée de Toulon, à la suite de la convocation des États généraux. Cette élection des représentants aux États généraux avait été précédée quelques mois auparavant par celles des États de Provence de 1788 et de janvier 1789, ce qui avait exacerbé les oppositions politiques et provoqué une certaine agitation. Pour les États généraux convoqués à Versailles, c'est un ancien juge royal, Antoine Turc qui est désigné initialement sous la pression d'émeutiers issus du monde paysan, excédés notamment par la fiscalité, mais Antoine Turc refuse la députation et est remplacé par Gabriel Ricard.
À Versailles, la délégation provençale du tiers prend l'habitude de participer aux réunions nocturnes du club breton, au café Amaury, réunissant des députés issus de provinces marquées par une agitation  sociale et un refus de la fiscalité. Ce club joue un rôle de plus en plus important dans l'élaboration d'un consensus au sein du tiers, les discussions faisant émerger progressivement une conception élargie de leur rôle. Le 17 juin 1789, les députés du Tiers, considérant qu'ils représentent « les quatre-vingt-seize centièmes au moins de la nation », adoptent une motion (débattue préalablement au club breton) et se constituent en Assemblée nationale par 491 voix contre 90. Le 19 juin, 142 membres du clergé décident de se réunir avec l'assemblée du tiers état. Le 20 juin, les députés de cette assemblée se voient empêchés d'accéder à leur salle de réunion plénière, la salle de l’hôtel des Menus-Plaisirs, à Versailles. Ils prennent alors possession de la salle du Jeu de paume, dans la même ville, et prêtent solennellement serment « de ne jamais se séparer, et de se rassembler partout où les circonstances l’exigeront, jusqu’à ce que la Constitution du royaume soit établie et affermie sur des fondements solides », une formule mémorable, rédigée par l'abbé Emmanuel-Joseph Sieyès, aidé du député Jean-Joseph Mounier. Gabriel Ricard participe à ce serment du Jeu de paume. Le 6 juillet, l'Assemblée choisit trente de ses membres, pour former un comité chargé de préparer le travail relatif à la Constitution. Gabriel Ricard est choisi pour faire partie de ce comité.

### Jacobin au sein de l'Assemblée constituante
Durant les mois suivants, Gabriel Ricard prend la parole à plusieurs reprises, dont le sujet de l'abolition des dîmes dues au clergé, un sujet débattu an août dans la suite de l'abolition des privilèges et du système féodal proposée par le club breton, deux thèmes qu'il sait être de fortes attentes du monde paysan. Il s'exprime aussi sur un sujet touchant Toulon, l'affaire d'Albert de Rioms, en décembre 1789, adoptant le parti des ouvriers de l'arsenal contre les officiers de marine qu'il qualifie d'ennemis du peuple. Le 15 octobre 1789, l'assemblée se déplace de Versailles à Paris. Le club breton devient la Société de la Révolution puis la Société des Amis de la Constitution, plus connue sous le nom de club des Jacobins, du nom de l'ancien couvent où ils se réunissent. Gabriel fait partie de ces patriotes jacobins, profondément attaché à la révolution. 
Durant l'année 1790, il s'exprime à quelques reprises dans les débats de l'assemblée constituante. En juin 1790, dans la discussion sur le traitement des évêques, il se montre peu amène avec la hiérarchie catholique. En août 1790, il a la dent dure contre les ministres qui ne sont pas à la hauteur de leurs fonctions et les incite à se retirer. Quelques jours plus tard, il fait partie des députés qui critiquent nommément le ministre de la Marine, César Henri de La Luzerne, déclarant que ce ministre a perdu la confiance de la nation. Durant le même mois, il appuie la demande d'armer quarante-cinq navires, dont quatorze en Méditerranée, en faveur de l'Espagne contre les menées de l'Angleterre et fait voter l'assemblée en ce sens. Il propose également un projet relatif à la liquidation des offices d'amirauté, mais son amendement est rejeté,,. 
Le 15 mai 1791, il est élu secrétaire de l'Assemblée, mais s'emporte contre le duc de La Rochefoucault de Liancourt, député du Beauvoisis, lorsque celui-ci soutient l'inviolabilité du roi, dans la séance du 14 juillet 1791, et est rappelé à l'ordre. Il écrit un mémoire pour expliquer son intervention mais ne prend plus la parole dans l'Assemblée, et est plus effacé. Pour autant, il continue à assister aux séances, et ne revient à Saint-Maximin qu'après l'expiration de son mandat de député.

### Suppléant de la Convention
En 1792, il est nommé procureur général syndic auprès du directoire du département du Var, à Toulon. Mais peu de temps après, en septembre de la même année, il est élu membre suppléant de la Convention nationale. Les Jacobins éclatent entre Montagnards, Marais et Girondins, avec la montée des tensions contre-révolutionnaires à l'intérieur du pays et aux frontières. En tant que suppléant, il ne siège pas dans cette assemblée, et ne se compromet pas avec les plus radicaux durant la période de la Terreur.

### Représentant de l'exécutif sous le Directoire et le Consulat
Il reprend un rôle plus actif durant la période du Directoire. Les commissaires sont, sous ce régime, des hommes sûrs choisis par le pouvoir central pour les représenter localement, et faire appliquer les lois, en lien avec les personnalités et institutions locales. Gabriel Ricard est successivement commissaire général civil près de l'armée d'Italie, puis commissaire dans le Var. Paul Barras, un ancien élu du Var devenu un des cinq Directeurs, précise ainsi dans ses Mémoires que « l'estimable Ricard » est choisi pour être commissaire à Saint-Maximin. 
Au-delà de ce rôle pour l’exécutif, Gabriel Ricard  tente de revenir dans le jeu politique, dans le département du Var. En 1797, il se présente, sans succès, à l'élection législative, sur les postes à renouveler au Conseil des Anciens (où il obtient 1 voix sur 279) et au Conseil des Cinq-Cents (où il obtient 86 voix sur 269). Lors des législatives de 1798, rendues particulièrement complexe par Merlin de Douai qui tente d'en influencer le résultat, il n'est élu au Conseil des Cinq-Cents que par une assemblée scissionnaire, et échoue donc à nouveau. En 1799, dernières élections sous le Directoire mais également dernières élections législatives libres avant 1815, il est battu par Antoine Truc à l'élection de représentants du Var au Conseil des Cinq-Cents. Ces élections sont suivies par le coup d'État du 30 prairial an VII (18 juin 1799), puis par le coup d'État du 18 brumaire (9 novembre 1799) qui marque la fin du Directoire et de la Révolution française, et le début du Consulat.
Rallié au 18 brumaire, Gabriel Ricard est nommé le 2 mars 1800 préfet de l'Isère par le nouveau pouvoir, peut-être sur proposition du ministre de l'intérieur du Consulat, Lucien Bonaparte, qui connait bien Saint-Maximin pour y avoir vécu et y avoir rencontré son épouse, fille de son aubergiste. En tant que premier préfet de ce département de l'Isère, c'est lui, Gabriel Ricard, qui met en place l'administration préfectorale à Grenoble.
Ricard de Séalt meurt le 1er février 1802, dans l'exercice de ses fonctions de préfet.